# Успенський собор Києво-Печерської лаври (срібна монета)
«Успе́нський собо́р Ки́єво-Пече́рської ла́ври» — срібна пам'ятна монета номіналом 10 гривень, випущена Національним банком України. Присвячена відродженню Успенського собору Києво-Печерської лаври — історико-архітектурного пам'ятника Руси-України XI-XYIII ст.
Монету було введено в обіг 24 грудня 1998 року. Вона належить до серії «Духовні скарби України».

## Опис та характеристики монети
| Номінал грн. | Метал            | Маса, грам   | Діаметр, мм. | Якість виготовлення | Гурт     | Тираж, штук |
| ------------ | ---------------- | ------------ | ------------ | ------------------- | -------- | ----------- |
| 10           | срібло 925 проби | 31,1 / 33,62 | 38,6         | пруф                | рифлений | 10 000      |

### Аверс
На аверсі монет в обрамленні бароккового орнаменту, оздобленого голівками серафимів, розміщені малий державний герб України і написи у чотири рядки: «УКРАЇНА», «10 ГРИВЕНЬ», «1998» (на срібній монеті) та позначення та проба дорогоцінного металу «Ag 925» та його вага у чистоті «31,1».

### Реверс

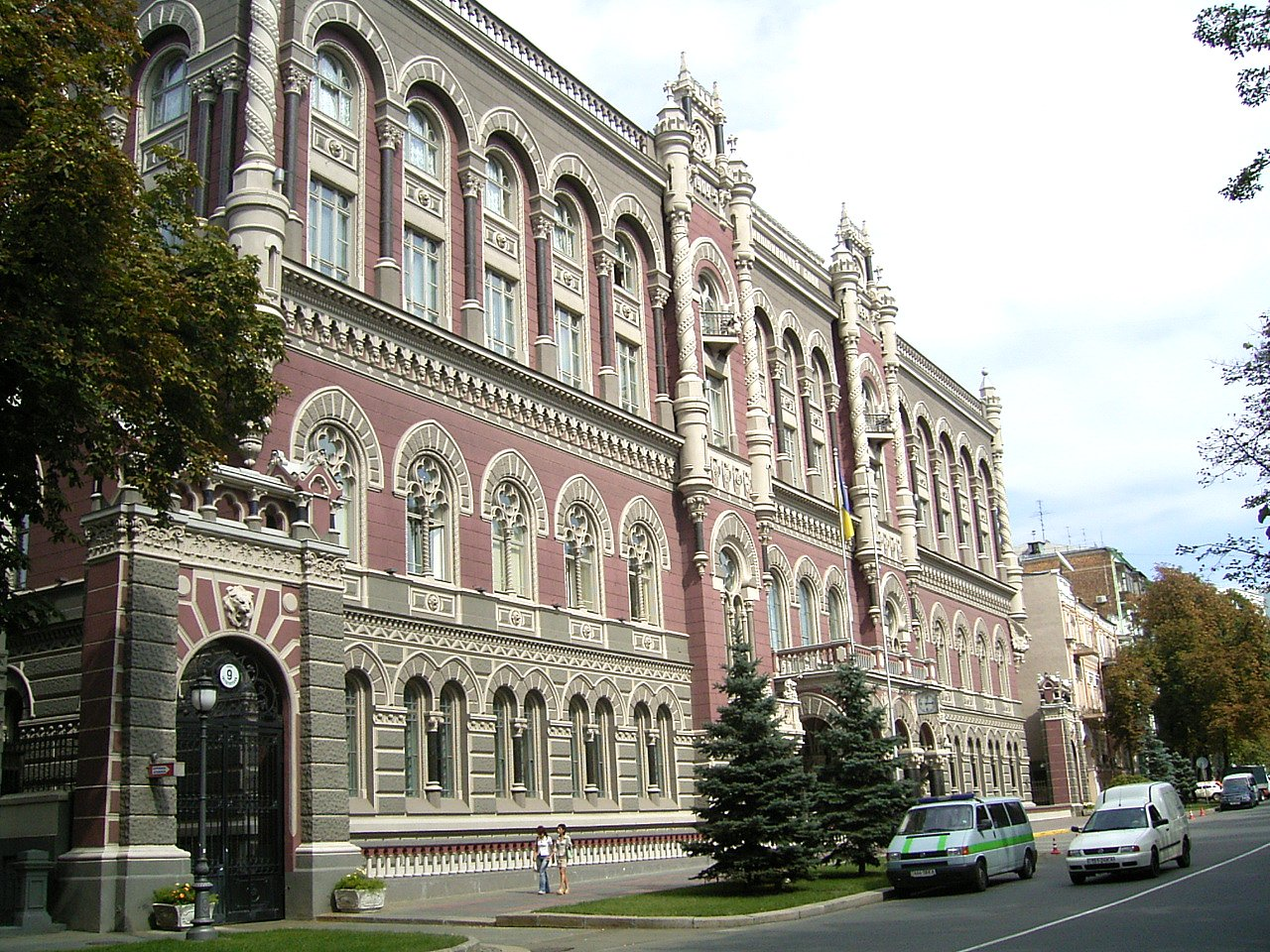
Будівля Національного банку України

На реверсі монет розміщені зображення Успенського собору, знищеного у 1941 році, його руїни та круговий напис «УСПЕНСЬКИЙ СОБОР КИЄВО-ПЕЧЕРСЬКОЇ ЛАВРИ ХІ СТ.»

## Автори
- Художники: Таран Володимир, Харук Олександр, Харук Сергій, Козаченко Віталій
- Скульптор — Чайковський Роман.

## Вартість монети
Ціна монети — 618 гривень, була вказана на сайті Національного банку України у 2015 році.
Фактична приблизна вартість монети, з роками змінювалася так:
| Рік        | 2010 | 2011 | 2012 | 2013 | 2014 | 2015 | 2016 | 2017  | 2018  | 2019  | 2020 | 2021  | 2022  | 2023  | 2024  | 2025  |
| ---------- | ---- | ---- | ---- | ---- | ---- | ---- | ---- | ----- | ----- | ----- | ---- | ----- | ----- | ----- | ----- | ----- |
| Ціна, грн. | 600  | 600  | 600  | 650  | 520  | 625  | 780  | 1 200 | 1 150 | 1 170 | 900  | 1 230 | 1 800 | 1 620 | 2 700 | 3 100 |